# Landesbank Berlin Holding

Logotipo.

Landesbank Berlin Holding (anteriormente Bankgesellschaft Berlin) es un importante banco comercial con base en Berlín y una compañía holding de los siguientes bancos: Berliner Sparkasse y Landesbank Berlin. 
En 2007 LBB fue tomado el control por la Federación Alemana de Cajas de Ahorro (DSGV). El Land Berlín fue obligado a vender su participación por la Comisión Europea como condición para permitir el rescate del entonces Bankgesellschaft Berlin, que había entrado en dificultades debido a un escándalo inmobiliario. 
En 2010 el Landesbank reportó un beneficio antes de impuestos de €317 millones.